# Démodamas de Milet
Démodamas (en grec ancien Δημοδάμας) est un général et homme de lettres actif au début du IIIe av. J.-C. Quelques anciens en font à tort un citoyen d’Halicarnasse, peut-être trompés par son ouvrage consacré à cette ville, où il a pu exercer des responsabilités au cours de sa carrière.

## Biographie
Il est dit  fils d’Aristide. Citoyen de Milet, il propose en 299/298 av. J.-C., un décret en l’honneur d’Antiochos Ier, et la même année, un autre décret au nom de Milet en l’honneur de la mère d'Antiochos, Apama, placé dans le sanctuaire d’Artémis à Didymes. Vers 293 av. J.-C., il est général de Séleucos Ier et d’Antiochos Ier dans les confins orientaux de l’empire, en Bactriane ; il fait campagne contre les nomades au-delà du Iaxartès — l’actuel Syr-Daria — et, à l’imitation d’Alexandre le Grand, élève des autels à Apollon Didyméen pour marquer le terme de ses conquêtes.
Démodamas rédige un ouvrage géographique sur la Bactriane et l'Inde vanté par Pline l'Ancien, décrivant ses campagnes orientales, et une monographie Sur Halicarnasse citée par Athénée.

## Éditions des fragments
- Gilley D.L., "Demodamas of Halikarnassos" in Brill New Jacoby, no 428